# WCW Greed
WCW Greed — последнее pay-per-view шоу, проводимое федерацией рестлинга World Championship Wrestling (WCW), перед покупкой прав WWF (WWE). Шоу прошло 21 марта 2001 года в «Jacksonville Coliseum» Джэксонвилл, Флорида (штат), США).
Во время шоу прошло 10 поединков. Главным событием WCW Greed стал поединок, в котором Скотт Штайнер отстоял титул чемпиона WCW от Даймонда Далласа Пэйджа.

## Результаты
| 5                                | Шейн Хелмс победил Чаво Герреро                                   | Поединок за титул чемпиона полутяжей WCW | 03:04 |
| 8                                | Букер Ти победил Рика Штайнера                                    | Поединок за титул чемпиона США WCW       | 10:27 |
| 9                                | Дасти Роудс и Дастин Роудс победили Рика Флэра и Джеффа Джарретта | Командный поединок                       | 08:23 |
| 10                               | Скотт Штайнер (c) победил Даймонда Далласа Пэйджа                 | Поединок за титул чемпиона WCW.          | 17:10 |
| (c) — чемпион на момент поединка |                                                                   |                                          |       |